# Kloster Roma
Das Kloster Sancta Maria de Gutnalia in Roma auf der schwedischen Ostseeinsel Gotland (allgemein Kloster Roma, schwed. Roma kloster, genannt) wurde im Jahre 1164 von Zisterziensermönchen gegründet, die vom Kloster Nydala in Småland, Schweden, ausgesandt wurden. Es wurde schnell zu einer bedeutenden Einrichtung mit umfangreichen Besitzungen auf Gotland und im Baltikum. Zur Zeit der Reformation im 16. Jahrhundert wurde das Kloster aufgehoben.

## Baugeschichte
Die Anlage in Roma folgte dem Muster, das sich in Burgund, dem Ursprungsland des Ordens, herausgebildet hatte. Die wichtigen Gebäude lagen in einer Reihe um den rechtwinkligen Klosterhof mit der Kirche im Norden als dominierendem Teil der Anlage. Außer einigen Vorratshäusern außerhalb des Klostergevierts ist die Kirchenruine heute das Einzige, was von der Klosteranlage übrig blieb.
Trotz ihres heutigen Zustands liefert sie ein eindrucksvolles Bild zisterziensischer Baukunst. Sie war eine dreischiffige Basilika mit Querschiff und gerade abschließendem Chor. Jeder Querschiffarm besaß im Osten zwei Kapellen mit schwach gerundeter Ostwand. Der westliche Teil des nördlichen Seitenschiffes ist zu einem kleinen Vorraum abgetrennt, einer Art Waffen- oder Karnhaus für Kirchenbesucher, die nicht zum Kloster gehörten.
Das einfache rundbogige Portal im Westgiebel des Waffenhauses, wird von Säulen mit becherförmigen Kapitellen flankiert. Im Giebel des nördlichen Querschiff befindet sich die porta mortuorum, die Tür, durch die die Verstorbenen zum nördlich der Kirche gelegenen Friedhof getragen wurden. Ins südliche Seitenschiff führten zwei Eingänge, von denen der westliche für die Laien und der östliche für die Mönche vorgesehen waren. Das Mittelschiff der Kirche dürfte anfangs mit einer flachen Holzdecke versehen gewesen sein, während die Seitenschiffe Kreuzgewölbe besaßen. Der Chor, die Querschiffarme und die Kapellen besaßen Tonnengewölbe. Später wurden in das Mittelschiff Kreuzgewölbe eingelassen; man erkennt dies daran, dass die Gewölbekonsolen nicht mit der Arkadeneinteilung in den Mauern zwischen Mittelschiff und Seitenschiffen korrespondieren. Von Umbauten in gotischer Zeit stammen die großen Fenster in der Ostwand des Chores und im Westgiebel sowie das Südfenster des Chores. Das Bauwerk ist durch eine äußerst sorgfältige Behandlung des Materials, die ausgewogenen Proportionen und die nüchterne Schlichtheit hinsichtlich seiner Ausschmückung geprägt, welches Kennzeichen der Zisterzienserarchitektur sind. Die Kirche gehört zum klassischen Typ, der heutzutage am besten von der Klosterkirche in Fontenay in Burgund vertreten wird.

## Roma Kungsgård
Das Kloster wurde in den 1530er Jahren im Kontext der Reformation von der dänischen Krone eingezogen und in eine Krondomäne umgewandelt. Da die alten Klostergebäude nur schwer den neuen Funktionen anzupassen waren, wurden sie dem Zerfall überlassen. Die Kirche wurde schon früh als Stallung verwendet und entging dadurch dem Schicksal der übrigen Gebäude.
Die schlimmste Zeit brach in den 1730er Jahren an, als der Landeshauptmann J. D. Grönhagen einige Gebäude niederreißen ließ, weil er auf der Domäne das neue Corps de logi errichten wollte und hierfür sowie für dessen Seitenflügel Steine benötigte. Die beiden Portale der Flügelbauten zeigen, ebenso wie ein kreuzförmiges Fenster im Westgiebel des Hauptgebäudes, deutlich ihre Herkunft vom Kloster.